# Benedicto Sáenz hijo
Benedicto Sáenz (hijo) (Guatemala, 1815 - Guatemala, 7 de agosto de 1857) fue un compositor, maestro de capilla y director de Guatemala. 

## Vida
Nieto de Vicente Sáenz, maestro de capilla de la Catedral de Guatemala 1804-1841 e hijo de Benedicto Sáenz, organista de catedral 1804-1831, recibió su formación musical en el hogar de su padre. Fue un niño prodigio y como tal fue uno de los músicos favoritos de la primera parte del siglo XIX en Guatemala. Como director se destacó por su actividad en el montaje de la ópera, inicialmente por artistas guatemaltecos, que su hermano Anselmo había iniciado en 1839. Sáenz tradujo los textos de óperas de Donizetti, Rossini y Bellini al español, con la intención de hacer accesibles estas obras al público de Guatemala. Como director introdujo sinfonías de Beethoven, las cuales dirigía como preludios a obras de teatro hablado. Fue miembro de la Sociedad Filarmónica del Sagrado Corazón de Jesús fundada por José Eulalio Samayoa en 1813, y también fue su primer presidente cuando esta entidad se registró oficialmente ante las autoridades en 1942.
Como compositor, Sáenz se dedicó preponderantemente a la música sacra. Su Messa Solenne fue alabada por Saverio Mercadante en París, durante una estancia de Sáenz en esa ciudad. Allí fue impresa por recomendación del compositor italiano, lo cual hizo posible una amplia circulación. Sáenz falleció prematuramente en Guatemala, sucumbiendo al cólera morbus.

## Obras seleccionadas
- Invitatorio al sagrado Corazón de Jesús* Tonada a la Santísima Virgen
- Cuatro Himnos al Santísimo, coro y orquesta
- Cuatro Himnos al Santísimo, coro y pequeña orquesta
- Parce mihi, tenor y pequeña orquesta
- Responso, cuatro voces y pequeña orquesta
- Salmo de difuntos, tres voces y orquesta
- Messa Solenne, coro a tres voces y orquesta
- Salve Regina, cuatro voces y orquesta
- Domine salvam fac Republicam
- Regina sine labe concepta
- Te Deum laudamus
- Miserere para coro y orquesta, llamado "el grande"
- Si del hielo frío, Niño Dios, lloráis, villancico